# Oleszów (gmina)
Oleszów – była gmina wiejska w powiecie tłumackim województwa stanisławowskiego II Rzeczypospolitej. Siedzibą gminy był Oleszów.
Gminę utworzono 1 sierpnia 1934 r. w ramach reformy na podstawie ustawy scaleniowej z dotychczasowych gmin wiejskich: Bratyszów, Bukówna, Oleszów, Ostrynia i Pałahicze.
Po II wojnie światowej obszar gminy znalazł się w ZSRR.